# Чучхе
Идеологията Чуч'е или Чучхе е партийна идеология на Корейската работническа партия, върху която е изградена политическата система на КНДР. Чучхе се различава от останалите леви течения заради национализма си и стремежа към автаркия.

## История
Това е същността на т.нар. Ким Ир Сен-изъм, от април 1974 г. Още се нарича „съвременния марксизъм-ленинизъм“. Лидерите на Северна Корея наричат Чуч'е единствената правилна управленческа идеология на своето революционно движение. Тази идеология е неделима от името на великия вожд Ким Ир Сен, който е неин създател. Счита се, че тя е синоним на неговата мъдрост. В основата на идеите чуч'е стоят независимата външна политика и силната вътрешна икономика. Основният принцип на идеологията е самоподдържането в икономическо, културно и военно отношение. С тази идеология се цели да се подчертае независимост и от другите левичарски идеологии, като сталинизъм и маоизъм.
Тя е провъзгласена през декември 1955 г., когато Ким подчертава отчаяната нужда на Корея да бъде централизирана. Тази идеология е създадена да вдъхновява националната гордост и идентичност и да се постигне по този начин вътрешна солидарност, насочена към Ким Ир Сен и към КРП.
Това е идеология, насочена към постигане на съвременните цели на Северна Корея – независима външна политика, добра вътрешна икономика и отбрана. Нейното провъзгласяване в 1955 г. е целяло развитието на една политика и задоволителна авторитарна система, под изключителното лидерство на Ким Ир Сен. Тя е психологически инструмент, който цели елиминирането на просъветски, прокитайски и всякакви други групи против Ким Ир Сен.
Тази идеология не се издига незабавно. През първите 10 години от съществуването на Северна Корея е била приета марксистко-ленинската идеология като единствен източник на авторитарната доктрина. Национализмът е бил приглушен, за сметка на връзките със СССР и Китай. В средата на 50-те години на 20 век чуч'е е била представена като нейно подобие – Ким се опитва да създаде връзка между двете и твърди, че марксизмът-ленинизмът има нужда от авторитарна интерпретация, за да се създадат нови управленчески принципи, подходящи за революционната обстановка в Северна Корея.
Тази идеология е трябвало да издържи теста в средата на 60-те години. В края на 50-те Ким Ир Сен отстранява всички просъветски и прокитайски настроени служители от партийните им постове. През първата половина на 60-те той се изправя пред още по-голямо предизвикателство, когато е трябвало да се справи с редица напрегнати ситуации, които са заплашвали икономическото развитие и националната сигурност на Северна Корея – сериозният спад на помощите от СССР и Китай; спорът между СССР и Китай и последиците му за Северна Корея, както и издигането на авторитарен режим в Сеул.
Северна Корея е трябвало да разчита на само себе си, като подсили вътрешнополитическата солидарност. Инструмент за това са идеите чучхе, които вменяват на народа сплотеност около компартията и нейния лидер, както и колективна дисциплина по йерархията. До средата на 60-те години Северна Корея вече може да се успокои; обтегнатите отношения със СССР се изглаждат, отчасти и заради решението на Кремъл да подпомага икономически и във военно отношение Пхенян.
Въпреки всичко, връзката между идеологията чуч'е и марксизма-ленинизма остава кредо за партията до този момент.
От 1974 г. започва да се подчертава блясъкът на чуч'е като „единствена научна революционна мисъл, представяща ерата на чуч'е и комунистическото бъдеще и най-ефективната революционна теоретична структура, която направлява бъдещето на комунистическото общество“. Има нужда от уникална революционна идеология. Марксизмът и ленинизмът са били валидни за времето си, сега вече изцяло се заменят от идеите чучхе. С течение на времето марксистко-ленинските течения намаляват. До 1980 г. самите термини изчезват.
До средата на 70-те години става ясно, че чуч'е става най-влиятелна сама по себе си.
В ежегодното си приветствие за Нова година на 1 януари 1992 г. Ким Ир Сен набляга на неприкосновеността на тази идеология.

## Основни принципи
Чучхе набляга на човека като основна конструктивна и свързваща единица на материалния свят, а също така и негов господар. Според чучхе Бог и нематериални сили не съществуват; самата Вселена е чисто и просто продукт на определени физически обстоятелства и закономерности, а възникването ѝ е станало случайно. Човекът също е случайно появил се, но за разлика от останалите форми на живот – растения и животни, той осъзнава самия себе си, съзнателно развива своите възможности и подобрява своя начин на живот. Животните и растенията се нагаждат към околната среда, следвайки своите инстинктивни потребности; противно на тях, човекът подчинява околната среда, за да развие собствените си замисли, да усъвършенства уменията си и да задоволява потребностите си, както пожелае. С оглед на тези схващания чучхе поставя елемента човек в центъра на своя мироглед.
На теоретично ниво, елементите, дефиниращи човека като най-съвършената форма на живот, са:
- Себеосъзнаване
- Креативност
- Независимост (чхачжусън) – тази дума се прилага в много различни смисли в зависимост от контекста; най-често се касае за независимост на мисленето и духа;

На практическо ниво, т.е. атрибутите на чучхе-държавата следва да бъдат:
- Независима политика (чхачжу)
- Самодостатъчна икономика (чхарип)
- Самостоятелна отбрана (чхави)
- Мобилизиране и сплотяване на масите

Основна линия в изграждането на чучхе за всяка страна е нагаждането ѝ към местните икономически и културни особености. Отличителна черта на идеологията е, че освен традиционните за всички производни на марксизъм-ленинизма течения, освен селяни и работници понятието „народ“ се дефинира и от самувон, или т.нар. „трудова интелигенция“ – учители, професори, образовани бюрократи, писатели и т.н. По този начин образованието се нарежда като трети базов компонент на социалното и икономическо развитие, редом с промишлеността и земеделието.

## Практическо приложение

### По отношение на мобилизиране на масите
Държавата разполага с тотален контрол върху медиите в страната, и чрез тях се насърчава записаният в конституцията „колективен дух“. Ясно изразена мобилизация на масите представляват масовите кампании от типа на движението „Чхолима“, тригодишната масова кампания до 2012 година, както и маоистката теория за „масова линия“, т.е., държавата да се съобразява с желанията на народа и да ги взема предвид при определяне на партийната политика.